# Montigny-sur-Armançon
 Montigny-sur-Armançon  là một xã ở tỉnh Côte-d’Or trong vùng Bourgogne-Franche-Comté, phía đông nước Pháp. Khu vực này có độ cao từ 290-356 mét trên mực nước biển.